# Symphonie no 19 de Michael Haydn
Pour les articles homonymes, voir Symphonie no 19.
La Symphonie no 19 en ré majeur, Perger 11, Sherman 19, MH 198, est une symphonie de Michael Haydn, qui a été composée à Salzbourg en 1774.

## Analyse de l'œuvre
La symphonie est écrite pour 2 hautbois, 2 bassons, 2 cors et les cordes.
Elle comporte quatre mouvements :
1. Allegro, en ré majeur
2. Andante, en ré mineur
3. Menuet et Trio (le Trio en ré mineur)
4. Presto assai

Parmi les symphonies ayant un Menuet, celle-ci est une de celles qui ont un trio avec une tonalité en mineur (l'autre symphonie est la Symphonie no 5).